# Al-Ámir fátimida kalifa
Al-Ámir (1096. december 31. – 1130. október 7.) Egyiptom kalifája 1101-től haláláig.
Gyermekként, édesapja al-Musztaali kalifa 1101-es halála után jutott a trónra. Uralkodása első felében  al-Afdal Shahanshah régens irányította Egyiptomot, és csak al-Afdal 1121-es meggyilkolása után vehette al-Ámir saját kezébe a hatalmat. Utolsó éveit beárnyékolta az ekkor egyiptomi kézen lévő szír vidékeken zajló keresztes hadjárat, valamint Türosz városának az elvesztése. Más jellegű, belső konfliktusok voltak a nizariták és a musztaliták közötti vallási ellentétek, amelyeknek 1130-ban maga al-Ámir is az áldozatául esett. Utóda nagybátyja, az öregedő al-Háfiz lett.

## Fordítás
- Ez a szócikk részben vagy egészben  az   Al-Amir bi-Ahkami'l-Lah című angol Wikipédia-szócikk fordításán alapul.  Az eredeti cikk szerkesztőit annak laptörténete sorolja fel. Ez a jelzés csupán a megfogalmazás eredetét és a szerzői jogokat jelzi, nem szolgál a cikkben szereplő információk forrásmegjelöléseként.